# 17014 Melaniequan
17014 Melaniequan este o planetă minoră (asteroid), cu un diametru de 4,178 km, din centura de asteroizi. A fost descoperită pe 10 februarie 1999 la Experimental Test Site⁠(d) de Lincoln Near-Earth Asteroid Research. 
Obiectul prezintă o orbită caracterizată de o semiaxă mare de 2,7229225 UAi, o excentricitate de 0,11, o înclinație de 5,31114 ° în raport cu ecliptica.